# 화방사 (남해군)
화방사(花芳寺)는 경상남도 남해군 고현면 대곡리 1448번지에 있는 조계종 소속 사찰이다.

## 역사
신라시대에 영장사라는 이름으로 창건되었고, 임진왜란 때 불에 타 현 위치로 이전 중건하여 화방사라 개칭하였다. 1980년에 다시 화재가 있었다.